# Pražská integrovaná doprava
Der Pražská integrovaná doprava (kurz: PID) (deutsch: Prager integrierter Verkehr) ist der Verkehrsverbund der tschechischen Hauptstadt Prag und der Mittelböhmischen Region. 

## Geschichte

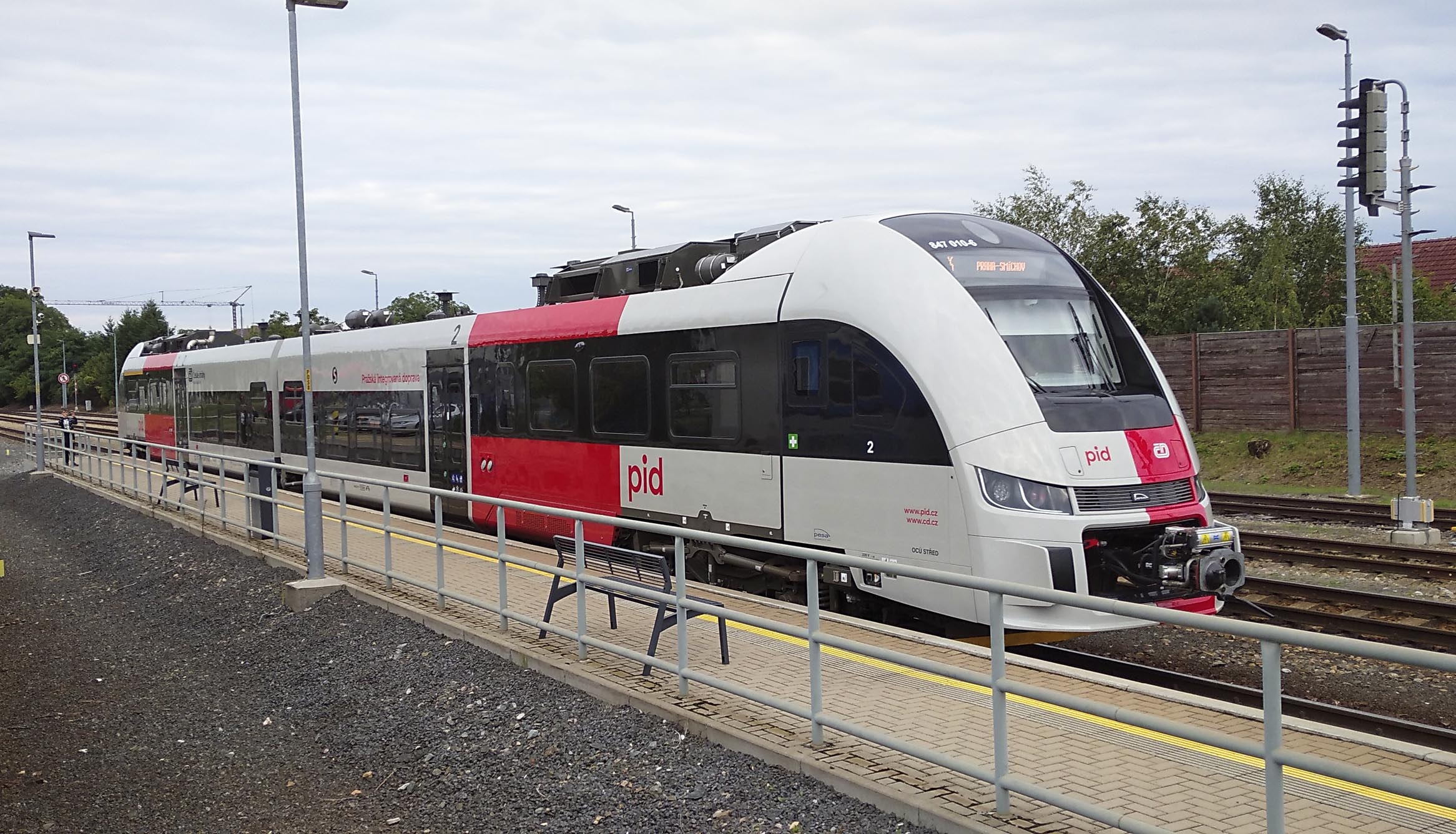
Dieseltriebwagen der ČD-Baureihe 847 im aktuellen Corporate Design (2023)

Der PID wurde 1992 gegründet und umfasst das von der Verkehrsgesellschaft der Hauptstadt Prag betriebene Netz der Metro Prag (U-Bahn-Netz), der Straßenbahn Prag und der innerstädtischen Busse, die Regionalbuslinien ins Prager Umland, die Petřín-Standseilbahn, das von den České dráhy (Tschechische Bahnen) betriebene Netz der Esko Prag (S-Bahn) sowie kleine Fähren zur Überquerung der Moldau.
Seit 2022 tragen neu beschaffte Fahrzeuge, die auf Linien im Auftrag des PID fahren, ein rot-weißes Design in Prager Stadtfarben. Ältere Fahrzeuge erhalten es in der Regel im Rahmen von Grundinstandsetzungen.